# Cantó de Massy-Oest
El cantó de Massy-Oest és un antic cantó francès del departament d'Essonne, que estava situat al districte de Palaiseau. Comptava amb part del municipi de Massy.
Al 2015 va desaparèixer i el seu territori va passar a formar part del nou cantó de Massy.

## Municipis
- Massy (part)

## Història
| Data d'elecció                           | Identitat              | Partit         | Qualitat |
| ---------------------------------------- | ---------------------- | -------------- | -------- |
| 1964-1967                                | Michel Aubert          | SFIO           |          |
| 1967-1979                                | Michel Guyonneau       | PCF            |          |
| 1979-1985                                | Marie-Noëlle Lienemann | PS             |          |
| 1985-1992                                | Jean-Luc Mélenchon     | PS             |          |
| 1992-1998                                | Vincent Delahaye       | UDF            |          |
| 1998-2004                                | Jean-Luc Mélenchon     | PS             |          |
| 2004-2011                                | Marie-Pierre Oprandi   | PS, després PG |          |
| 2011-                                    | Guy Bonneau            | Els Verds      |          |
| les dades anteriors no són pas conegudes |                        |                |          |
|                                          |                        |                |          |

## Demografia
| A partir de 1990: Població sense dobles comptes |